# فروکاکتوس شوارتزی
فروکاکتوس شوارتزی (نام علمی: Ferocactus schwarzii)، کاکتوس کروی بیضوی با بدنه ای به رنگ سبز روشن و خارهایی زیبا به رنگ زرد می‌باشد، در همان ابتدای رشد با ظاهری شبیه اچینو کاکتوس‌ها مانند یک کاکتوس پر سن و سال بنظر می‌رسد. خارها تا ۵ عدد روی برآمدگی‌هایی قرار دارند که بالا بالا رفتن سن کوچکتر شده و کمتر می‌شوند تا ۲ عدد که بسیار تیز و سوزن مانند هستند. این کاکتوس زیبا تا ۱۲۰سانتی‌متر در ارتفاع و تا ۹۰ سانتی‌متر در قطر رشد می‌کند.
این کاکتوس به مراقبت کمی نیاز دارد و به آسانی رشد می‌کند. در ابتدا بسیار آرام رشد می‌کند. ضمناً خاک آن باید غنی و دارای زهکشی بالایی باشد.

## زادگاه
مکزیک در نواحی شمالی و مرکزی، منطقه سینالوا

## مشخصات
- رنگ گل: زرد روشن
- زمان گلدهی: اواخر بهار تا اوایل تابستان
- دما: دمای مناسب در زمستان ۱۰ درجه سانتی گراد است. اما دمای کمتر در مدت کوتاه را نیز تحمل می‌کند اما در مناطق سردسیر باید از یخ زدگی محافظت شود
- نور مناسب: آفتاب مستقیم و سایه روشن جزئی بعدازظهر روزهای گرم، اما در مناطق گرمسیری بهتر است جهت جلوگیری از آفتاب سوختگی در سایه نگهداری شود یا چند ساعت ابتدا یا انتهای روز را به صورت مستقیم آفتاب دریافت کند
- زمان آبیاری: در فصل رشد (بهار و تابستان) باید خاک قبل از آبیاری مجدد کاملاً خشک شود. باید به صورت منظم آبیاری شود. در فصل استراحت بابد آبیاری بسیار محدود و فقط درحد جلوگیری از مرگ گیاه باشد. ضمناً در هنگام قرارگرفتن در نور مستقیم خورشید، باید از ریختن آب روی بدنه کاکتوس جلوگیری کرد
- کودیاری: کودهای پتاس بالا با دُز دو به هزار هر دوهفته یکبار
- تکثیر: فقط از طریق بذر
- امراض: معمولاً دچار بیماری خاصی نمی‌شود فقط در اثر ریزش آب روی تنه گیاه ممکن است دچار زخم و عفونت قارچی شود.